# Parque nacional de Morne Trois Pitons
El Parque Nacional Morne Trois Pitons es un sitio Patrimonio de la Humanidad de la Unesco desde 1997, situado en Dominica. Fue fundado como parque nacional por el gobierno de Dominica en julio de 1975, siendo el primero del país. Su nombre quiere decir la Montaña de tres picos, entre sus monumentos naturales incluyen el Valle de la Desolación, es una zona de volcanes de lodo que hierven y de pequeños géiseres; el Boiling Lake que en español significa el Lago que hierve que es una fumarola sumergida, las Gargantas Titou y Trafalgar, y el Lago Esmeralda.

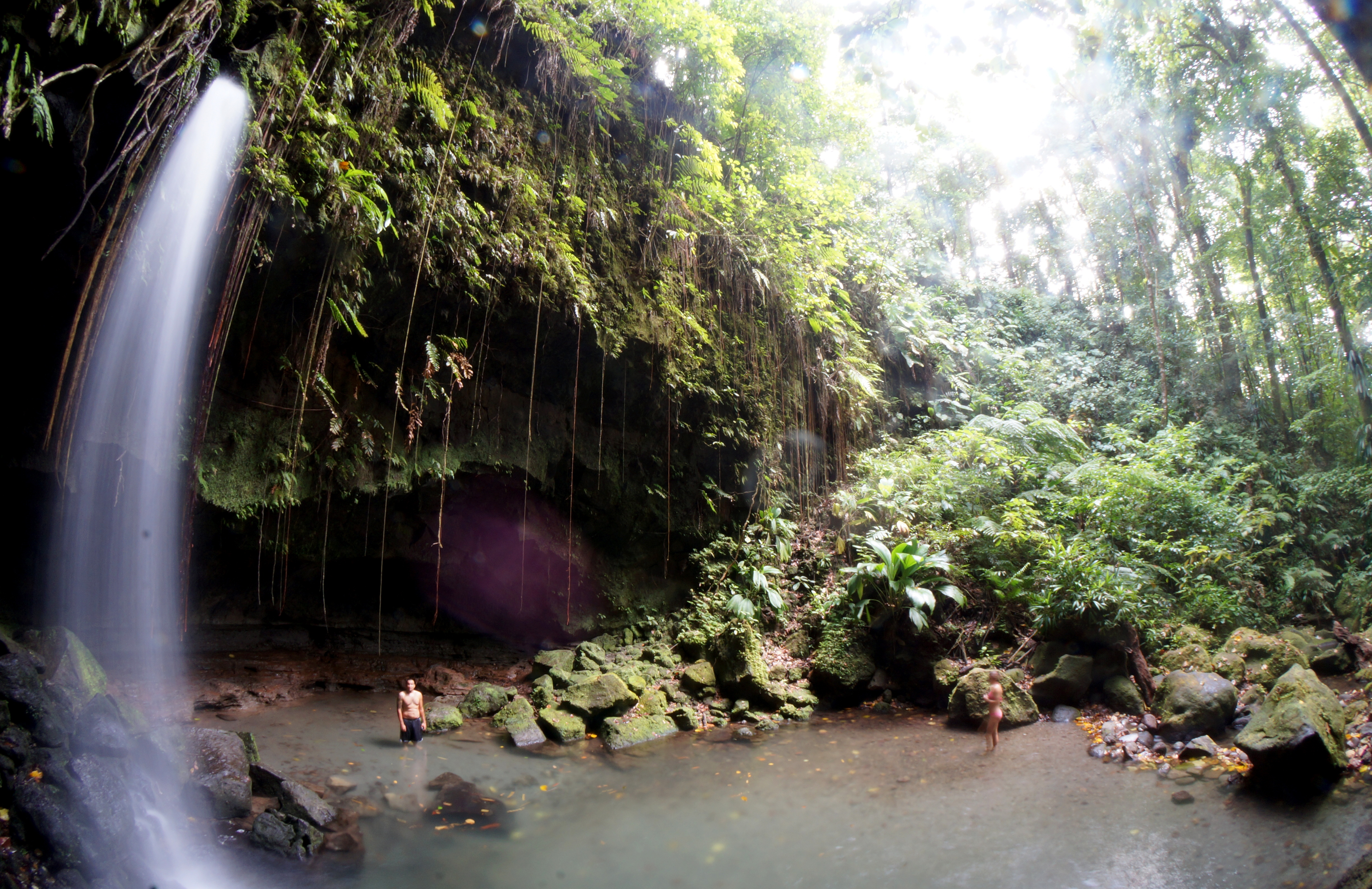
Piscina y cascada esmeralda
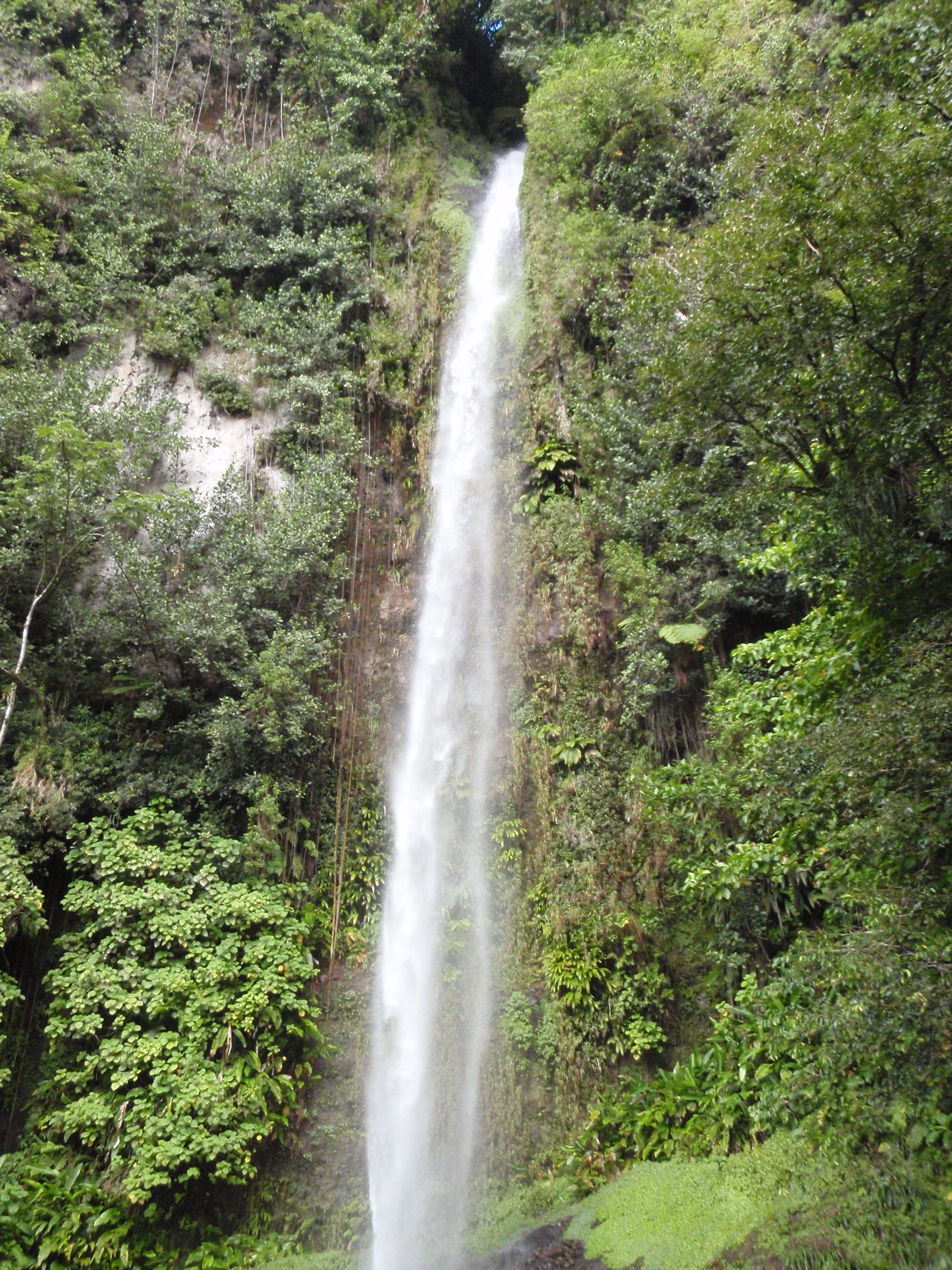
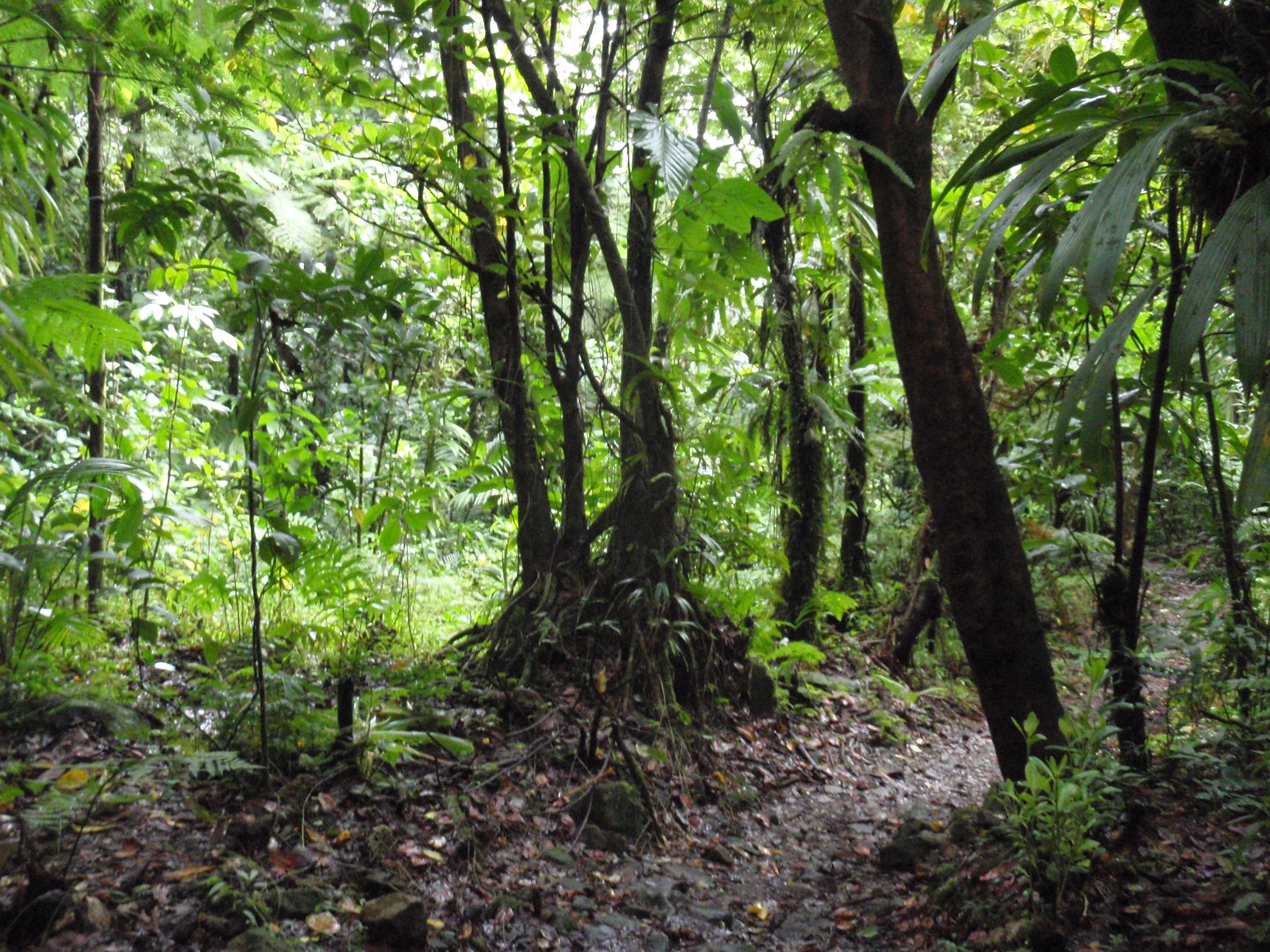
Selva Dominicana
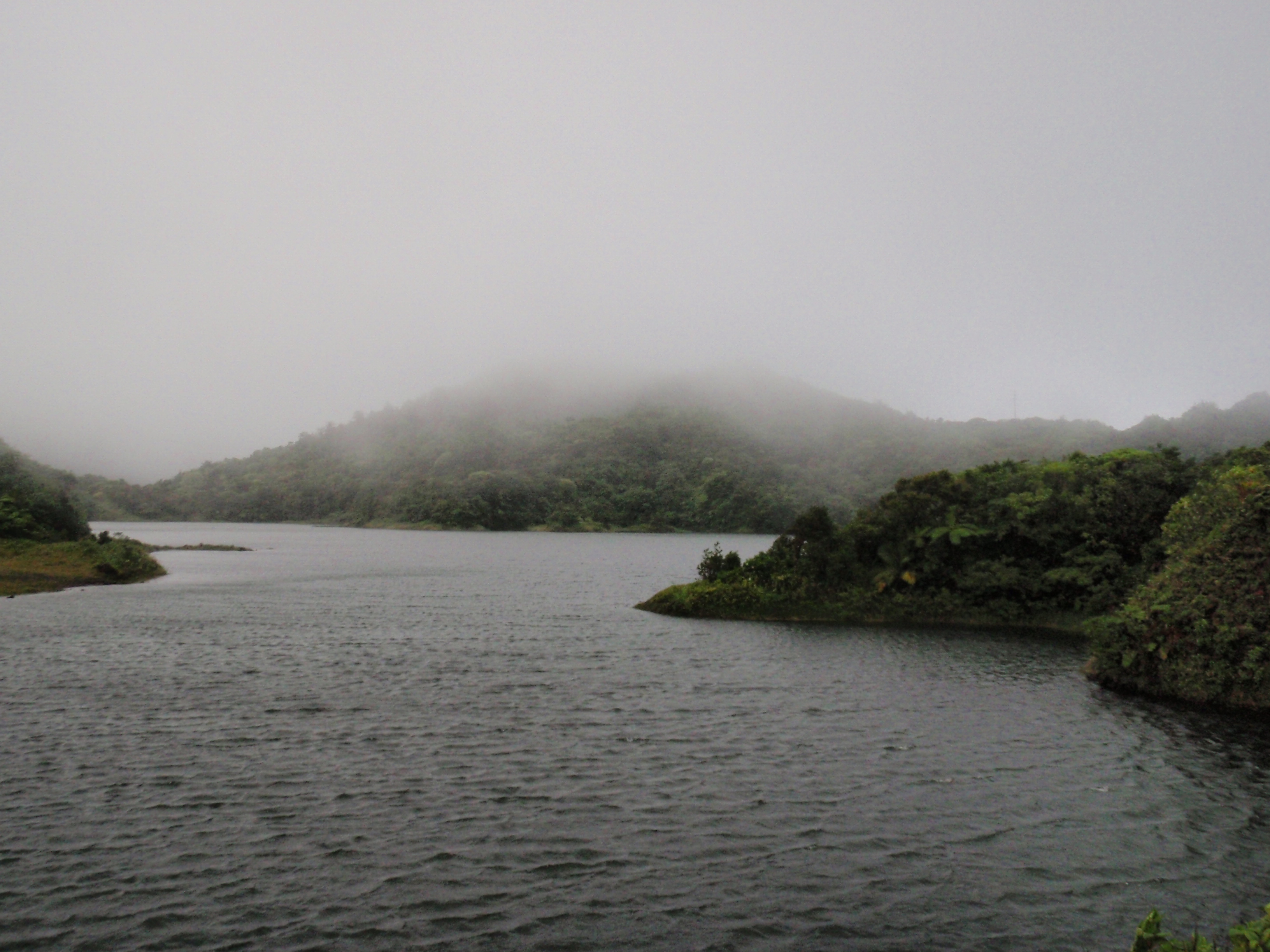
Lago de agua dulce